# Систа
Систа (рус. Систа; фин. Siestajoki) река је на северозападу европског дела Руске Федерације. Протиче преко западних делова Лењинградске области, односно преко њених рејона: Волосовског, Кингисепшког и Ломоносовског. Свој ток завршава као притока Копорског залива западно од града Соснови Бор и припада басену Финског залива Балтичког мора.
Река Систа свој ток започиње као отока мањег Коростовичког језера, на обронцима Ижорског побрђа, у атарима села Коростовици и Карстолово. Укушна дужина водотока је 64 km, површина сливног подручја је 672 km², док је просечан пад по километру тока 2,18 метара.
Главни је извор за водоснабдевање Сосновог Бора. Њене најважније притоке су Ламошка, Сума и Ваба.